# Одіно (Вікуловський район)
О́діно (рос. Одино) — село у складі Вікуловського району Тюменської області, Росія.
Населення — 147 осіб (2010, 167 у 2002).
Національний склад станом на 2002 рік:
- росіяни — 96 %